# Alil
Alil (latinski), CH2=CHCH2-, sastavni dio molekule prirodnih spojeva. Organski radikal, nezasićena skupina, sastavni dio sintetskih lijekova, polimera i dr.